# 曾绍群
曾绍群，华中科技大学生命与科学技术学院教授，主要从事生物医学光学、生物医学成像方面的研究工作。入选中华人民共和国教育部2007年度"长江学者"特聘教授，中国国家杰出青年基金获得者。